# Suối Tong
Suối Tong (tên khác: suối Chai) là một con suối đổ ra Sông Hiếu. Suối có chiều dài 15 km và diện tích lưu vực là 30 km². Suối Tong chảy qua các tỉnh Nghệ An, Thanh Hoá .